# Украина на летних Олимпийских играх 2020
Украина на летних Олимпийских играх 2020 года представили 158 спортсменов в 25 видах спорта, из них 87 мужчин и 119 женщин.
Сборная Украины сумела завоевать только одну золотую медаль, она на счету борца греко-римского стиля Жана Беленюка. Ранее украинцы на летних Олимпийских играх выигрывали не менее двух золотых наград. При этом по общему количеству наград украинцы заняли 16-е место на Играх в Токио (восьмое среди европейских команд).
Украинцы впервые завоевали олимпийские награды в теннисе и карате.

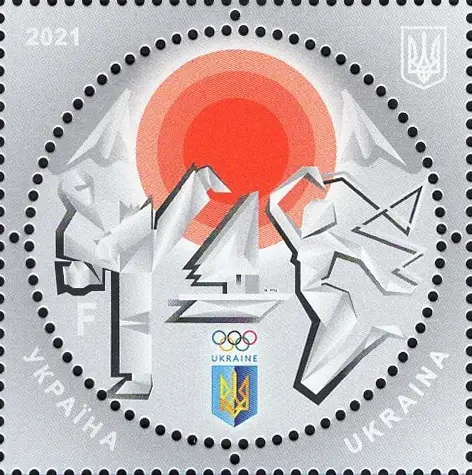
Почтовая марка Украины

## Медали
| Золото  | |                                                   |           |
| №       | Спортсмены | Вид спорта (дисциплина)                           | Дата      |
| 1       | Жан Беленюк | Борьба (мужчины)                                  | 4 августа |
| Серебро | |                                                   |           |
| №       | Спортсмены | Вид спорта (дисциплина)                           | Дата      |
| 1       | Михаил Романчук | Плавание (1500 метров вольным стилем, мужчины)    | 1 августа |
| 2       | Парвиз Насибов | Борьба (мужчины)                                  | 4 августа |
| 3       | Анжелика Терлюга | Карате (до 55 кг, женщины)                        | 5 августа |
| 4       | Людмила Лузан Анастасия Четверикова                                                                                                   | Гребля на байдарках и каноэ (500 метров, женщины) | 7 августа |
| 5       | Александр Хижняк | Бокс (до 75 кг, мужчины)                          | 7 августа |
| 6       | Елена Старикова | Велоспорт (спринт, женщины)                       | 8 августа |
| Бронза  | |                                                   |           |
| №       | Спортсмены | Вид спорта (дисциплина)                           | Дата      |
| 1       | Дарья Белодед | Дзюдо (до 48 кг, женщины)                         | 24 июля   |
| 2       | Игорь Рейзлин | Фехтование (шпага, мужчины)                       | 25 июля   |
| 3       | Елена Костевич Олег Омельчук | Стрельба (пневм. винтовка, 10 м, смешанные пары)  | 27 июля   |
| 4       | Михаил Романчук | Плавание (800 метров вольным стилем, мужчины)     | 29 июля   |
| 5       | Элина Свитолина | Теннис (одиночный разряд, женщины)                | 31 июля   |
| 6       | Алла Черкасова | Борьба (женщины)                                  | 3 августа |
| 7       | Анастасия Савчук Марта Федина | Синхронное плавание                               | 4 августа |
| 8       | Ирина Коляденко | Борьба (женщины)                                  | 4 августа |
| 9       | Людмила Лузан | Гребля на байдарках и каноэ (200 метров, женщины) | 5 августа |
| 10      | Станислав Горуна | Карате (до 75 кг, мужчины)                        | 6 августа |
| 11      | Владислава Алексиева Марина Алексиева Марта Федина Екатерина Резник Анастасия Савчук Ксения Сидоренко Алина Шинкаренко Елизавета Яхно | Синхронное плавание (группы)                      | 7 августа |
| 12      | Ярослава Магучих | Лёгкая атлетика (прыжки в высоту, женщины)        | 7 августа |

## Состав сборной
Состав сборной Украины на летних Олимпийских играх в Токио будет состоять минимум из 158 спортсменов, которые примут участие в 25 видах спорта.
 Академическая гребля
1. Станислав Ковалёв
2. Игорь Хмара

 Бадминтон
1. Артём Почтарёв
2. Мария Улитина

 Бокс
1. Николай Буценко
2. Цотне Рогава
3. Ярослав Харцыз
4. Александр Хижняк
5. Анна Лисенко

 Борьба
Вольная борьба
1. Василий Михайлов
2. Александр Хоцяновский
3. Алла Белинская
4. Алина Грушина
5. Ирина Коляденко
6. Оксана Ливач
7. Алла Черкасова

Греко-римская борьба
1. Жан Беленюк
2. Парвиз Насибов
3. Ленур Темиров

Велоспорт
 Шоссейный велоспорт
1. Анатолий Будяк
2. Валерия Кононенко

 Трековый велоспорт
1. Любовь Басова

 Маунтинбайк
1. Яна Беломоина
2. Елена Старикова

Гребля на байдарках и каноэ
 Гребля на гладкой воде
1. Павел Алтухов
2. Юрий Вандюк
3. Дмитрий Янчук
4. Мария Кичасова-Скорик
5. Людмила Куклиновская
6. Людмила Лузан
7. Мария Повх
8. Анастасия Тодорова
9. Анастасия Четверикова
10. Юлия Юрийчук

 Гребной слалом
1. Виктория Ус

 Дзюдо
1. Георгий Зантарая
2. Артём Лесюк
3. Кеджау Ньябали
4. Яков Хаммо
5. Дарья Белодед
6. Елизавета Каланина
7. Анастасия Турчин

 Карате
1. Станислав Горуна
2. Анита Серёгина
3. Анжелика Терлюга

 Конный спорт
1. Александр Продан
2. Инна Логутенкова

 Лёгкая атлетика
1. Иван Банзерук
2. Никита Барабанов
3. Михаил Гаврилюк
4. Игорь Главан
5. Богдан-Иван Городиский
6. Данил Даниленко
7. Эдуард Забуженко
8. Марьян Закальницкий
9. Назар Коваленко
10. Михаил Кохан
11. Иван Лосев
12. Владислав Мазур
13. Игорь Мусиенко
14. Никита Нестеренко
15. Николай Нижник
16. Глеб Пискунов
17. Александр Погорилко
18. Андрей Проценко
19. Александр Ситковский
20. Сергей Смелик
21. Марина Бех-Романчук
22. Елизавета Брызгина
23. Ирина Геращенко
24. Яна Гладийчук
25. Ольга Голодная
26. Яна Качур
27. Марина Килипко
28. Ирина Климец
29. Екатерина Климюк
30. Юлия Левченко
31. Алина Логвиненко
32. Ярослава Магучих
33. Татьяна Мельник
34. Мария Миколенко
35. Дарья Михайловна
36. Ирина Новожилова
37. Людмила Оляновская
38. Наталья Пироженко-Чорномаз
39. Егения Прокофьева
40. Анна Рыжикова
41. Ольга Саладуха
42. Мария Сахарук
43. Наталья Семёнова
44. Наталья Стрибкова
45. Виктория Ткачук
46. Анна Шевчук

 Настольный теннис
1. Коу Лей
2. Анна Гапонова
3. Маргарита Песоцкая

 Плавание
1. Владислав Бухов
2. Денис Кесиль
3. Михаил Романчук
4. Игорь Трояновский
5. Сергей Фролов
6. Сергей Шевцов
7. Дарья Зевина
8. Кристина Панчишко

 Прыжки в воду
1. Олег Колодий
2. Олег Сербин
3. Алексей Середа
4. Виктория Кесарь
5. София Лыскун
6. Анна Письменская

 Прыжки на батуте
1. Николай Просторов

 Синхронное плавание
1. Владислава Алексиева
2. Марина Алексиева
3. Вероника Гришко
4. Екатерина Резник
5. Анастасия Савчук
6. Ксения Сидоренко
7. Марта Федина
8. Алина Шинкаренко
9. Елизавета Яхно

 Современное пятиборье
1. Павел Тимощенко

 Спортивная гимнастика
1. Илья Ковтун
2. Пётр Пахнюк
3. Игорь Радивилов
4. Евгений Юденков
5. Диана Варинская

 Стрельба
1. Павел Коростылёв
2. Сергей Кулиш
3. Олег Омельчук
4. Олег Царьков
5. Елена Костевич
6. Ирина Маловичко

 Стрельба из лука
1. Алексей Гунбин
2. Вероника Марченко
3. Анастасия Павлова
4. Лидия Сиченикова

 Теннис
1. Людмила Киченок
2. Надежда Киченок
3. Марта Костюк
4. Элина Свитолина
5. Даяна Ястремская

 Триатлон
1. Юлия Елистратова

 Тяжёлая атлетика
1. Ирина Деха
2. Камила Конотоп

 Фехтование
1. Анатолий Герей
2. Богдан Никишин
3. Игорь Рейзлин
4. Роман Свичкар
5. # Елена Кривицкая
6. Ольга Харлан

 Художественная гимнастика
1. Мариола Боднарчук
2. Мария Височанськая
3. Анастасия Возняк
4. Дарина Дуда
5. Ева Мелещук
6. Виктория Оноприенко
7. Кристина Пограничная